# ウィール・ビー・トゥゲザー・アゲイン (レナ・ホーンのアルバム)
| 専門評論家によるレビュー | 専門評論家によるレビュー |
| レビュー・スコア         | レビュー・スコア         |
| 出典                     | 評価                     |
| ------------------------ | ------------------------ |
| Allmusic                 | [ 1 ]                    |

『ウィル・ビー・トゥギャザー・アゲイン』（We'll Be Together Again）は、レナ・ホーンの1994年のアルバム。1995年の第37回グラミー賞で、このアルバムはグラミー賞最優秀ジャズ・ボーカル・アルバム賞にノミネートされた。

## 収録曲
1. メイビー - "Maybe" （ビリー・ストレイホーン）
2. サムシング・トゥ・リヴ・フォー - "Something to Live For" （デューク・エリントン、ビリー・ストレイホーン）
3. デイ・フォローズ・デイ - "Day Follows Day" （ジョージ・アボット（英語版）、シャーリー・カウエル (Shirley Cowell)）- ジョニー・マティスとのデュエット
4. プレリュード・トゥ・ア・キッス - "Prelude to a Kiss"（エリントン、マック・ゴードン（英語版）、アーヴィング・ミルズ（英語版））
5. ラヴ・ライク・ディス・キャント・ラスト - "Love Like This Can't Last"（ストレイホーン）
6. ウィル・ビー・トゥギャザー・アゲイン - "We'll Be Together Again"（カール・T・フィッシャー、フランキー・レイン）
7. ア・フラワー・イズ・ア・ラヴサム・シング - "A Flower Is a Lovesome Thing"（ストレイホーン）
8. ヘイ・オールド・フレンド - "Old Friend"（スティーヴン・ソンドハイム）
9. ユーアー・ザ・ワン - "You're the One"（ストレイホーン）
10. ハヴィング・マイセルフ・ア・タイム - "Havin' Myself a Time"（ラルフ・レインジャー（英語版）、レオ・ロビン（英語版））
11. マイ・ムード・イズ・ユー - "My Mood Is You"（カール・シグマン（英語版））
12. アイル・オールウェイズ・リーヴ・ザ・ドア・ア・リトル・オープン - "I'll Always Leave the Door a Little Open"（リチャード・ロドニー (Richard Rodney)）
13. ドゥ・ナッシング・ティル・ユー・ヒア・フロム・ミー - "Do Nothin' Till You Hear from Me"（エリントン、ボブ・ラッセル（英語版））
14. フォーエヴァー・ワズ・ア・デイ - "Forever Was a Day"（マイク・レンジ（英語版）、ロドニー・ジョーンズ）
15. アイヴ・ゴット・トゥ・ハヴ・ユー - "I've Got to Have You"（クリス・クリストファーソン）
16. マイ・バディ - "My Buddy"（ウォルター・ドナルドソン、ガス・カーン）